# حبقوق
حبقوق (بالعبرانية: חֲבַקּוּק) هو نبي من أنبياء بني إسرائيل، وصاحب سفر حبقوق، أحد أسفار العهد القديم. ظهر حبقوق أثناء السنوات الأخيرة قبل سقوط أورشليم في سنة 586 ق.م.